# Ministri della cultura e della comunicazione della Francia
I ministri della cultura e della comunicazione della Francia dal 1959 ad oggi sono i seguenti.

## Lista
| Ministro          | Ministro         | Ministro                          | Partito                                                                                        | Governo                        | Mandato          | Mandato          | Presidente               |
| Ministro          | Ministro         | Ministro                          | Partito                                                                                        | Governo                        | Inizio           | Fine             | Presidente               |
| ----------------- | ---------------- | --------------------------------- | ---------------------------------------------------------------------------------------------- | ------------------------------ | ---------------- | ---------------- | ------------------------ |
|                   |                  | André Malraux (1901-1976)         | Unione per la Nuova Repubblica (1958-1967)Unione dei Democratici per la Repubblica (1967-1969) | Debré                          | 8 gennaio 1959   | 14 aprile 1962   | Charles de Gaulle        |
| Pompidou I        | 15 aprile 1962   | André Malraux (1901-1976)         | Unione per la Nuova Repubblica (1958-1967)Unione dei Democratici per la Repubblica (1967-1969) | 28 novembre 1962               |                  |                  | Charles de Gaulle        |
| Pompidou II       | 6 dicembre 1962  | André Malraux (1901-1976)         | Unione per la Nuova Repubblica (1958-1967)Unione dei Democratici per la Repubblica (1967-1969) | 8 gennaio 1966                 |                  |                  | Charles de Gaulle        |
| Pompidou III      | 8 gennaio 1966   | André Malraux (1901-1976)         | Unione per la Nuova Repubblica (1958-1967)Unione dei Democratici per la Repubblica (1967-1969) | 1 aprile 1967                  |                  |                  | Charles de Gaulle        |
| Pompidou IV       | 7 aprile 1967    | André Malraux (1901-1976)         | Unione per la Nuova Repubblica (1958-1967)Unione dei Democratici per la Repubblica (1967-1969) | 10 luglio 1968                 |                  |                  | Charles de Gaulle        |
| Couve de Murville | 12 luglio 1968   | André Malraux (1901-1976)         | Unione per la Nuova Repubblica (1958-1967)Unione dei Democratici per la Repubblica (1967-1969) | 20 giugno 1969                 |                  |                  | Charles de Gaulle        |
|                   |                  | Edmond Michelet (1899-1970)       | Unione dei Democratici per la Repubblica                                                       | Chaban-Delmas                  | 22 giugno 1969   | 9 ottobre 1970   | Georges Pompidou         |
|                   |                  | Jacques Duhamel (1924-1977)       | Centro Democrazia e Progresso                                                                  | Chaban-Delmas                  | 7 gennaio 1971   | 5 luglio 1972    | Georges Pompidou         |
| Messmer I         | 6 luglio 1972    | Jacques Duhamel (1924-1977)       | Centro Democrazia e Progresso                                                                  | 28 marzo 1973                  |                  |                  | Georges Pompidou         |
|                   |                  | Maurice Druon (1918-2009)         | Unione dei Democratici per la Repubblica                                                       | Messmer II                     | 5 aprile 1973    | 27 febbraio 1974 | Georges Pompidou         |
|                   |                  | Alain Peyrefitte (1925-1999)      | Unione dei Democratici per la Repubblica                                                       | Messmer III                    | 1 marzo 1974     | 27 maggio 1974   | Georges Pompidou         |
|                   |                  | Michel Guy (1927-1990)            | Divers droite                                                                                  | Chirac I                       | 8 giugno 1974    | 25 agosto 1976   | Valéry Giscard d'Estaing |
|                   |                  | Françoise Giroud (1916-2003)      | Partito Radicale                                                                               | Barre I                        | 27 agosto 1976   | 29 marzo 1977    | Valéry Giscard d'Estaing |
|                   |                  | Michel d'Ornano (1924-1991)       | Partito Repubblicano                                                                           | Barre II                       | 30 marzo 1977    | 31 marzo 1978    | Valéry Giscard d'Estaing |
|                   |                  | Jean-Philippe Lecat (1935-2011)   | Raggruppamento per la Repubblica                                                               | Barre III                      | 5 aprile 1978    | 4 marzo 1981     | Valéry Giscard d'Estaing |
|                   |                  | Jack Lang (1939)                  | Partito Socialista                                                                             | Mauroy I                       | 22 maggio 1981   | 22 giugno 1981   | François Mitterrand      |
| Mauroy II         | 23 giugno 1981   | Jack Lang (1939)                  | Partito Socialista                                                                             | 22 marzo 1983                  |                  |                  | François Mitterrand      |
| Mauroy III        | 22 marzo 1983    | Jack Lang (1939)                  | Partito Socialista                                                                             | 17 luglio 1984                 |                  |                  | François Mitterrand      |
| Fabius            | 19 luglio 1984   | Jack Lang (1939)                  | Partito Socialista                                                                             | 20 marzo 1986                  |                  |                  | François Mitterrand      |
|                   |                  | François Léotard (1942)           | Partito Repubblicano                                                                           | Chirac II                      | 20 marzo 1986    | 10 maggio 1988   | François Mitterrand      |
|                   |                  | Jack Lang (1939)                  | Partito Socialista                                                                             | Rocard I                       | 12 maggio 1988   | 23 giugno 1988   | François Mitterrand      |
| Rocard II         | 28 giugno 1988   | Jack Lang (1939)                  | Partito Socialista                                                                             | 15 maggio 1991                 |                  |                  | François Mitterrand      |
| Cresson           | 16 maggio 1991   | Jack Lang (1939)                  | Partito Socialista                                                                             | 2 aprile 1992                  |                  |                  | François Mitterrand      |
| Bérégovoy         | 2 aprile 1992    | Jack Lang (1939)                  | Partito Socialista                                                                             | 29 marzo 1993                  |                  |                  | François Mitterrand      |
|                   |                  | Jacques Toubon (1941)             | Raggruppamento per la Repubblica                                                               | Balladur                       | 30 marzo 1993    | 11 maggio 1995   | François Mitterrand      |
|                   |                  | Philippe Douste-Blazy (1953)      | Unione per la Democrazia Francese                                                              | Juppé I                        | 18 maggio 1995   | 7 novembre 1995  | Jacques Chirac           |
| Juppé II          | 7 novembre 1995  | Philippe Douste-Blazy (1953)      | Unione per la Democrazia Francese                                                              | 2 giugno 1997                  |                  |                  | Jacques Chirac           |
|                   |                  | Catherine Trautmann (1951)        | Partito Socialista                                                                             | Jospin                         | 4 giugno 1997    | 27 marzo 2000    | Jacques Chirac           |
|                   |                  | Catherine Tasca (1941)            | Partito Socialista                                                                             | Jospin                         | 27 marzo 2000    | 6 maggio 2002    | Jacques Chirac           |
|                   |                  | Jean-Jacques Aillagon (1946)      | Unione per un Movimento Popolare                                                               | Raffarin I                     | 7 maggio 2002    | 17 giugno 2002   | Jacques Chirac           |
| Raffarin II       | 17 giugno 2002   | Jean-Jacques Aillagon (1946)      | Unione per un Movimento Popolare                                                               | 30 marzo 2004                  |                  |                  | Jacques Chirac           |
|                   |                  | Renaud Donnedieu de Vabres (1954) | Unione per un Movimento Popolare                                                               | Raffarin III                   | 31 marzo 2004    | 31 maggio 2005   | Jacques Chirac           |
| de Villepin       | 2 giugno 2005    | Renaud Donnedieu de Vabres (1954) | Unione per un Movimento Popolare                                                               | 15 maggio 2007                 |                  |                  | Jacques Chirac           |
|                   |                  | Christine Albanel (1955)          | Unione per un Movimento Popolare                                                               | Fillon I                       | 18 maggio 2007   | 18 giugno 2007   | Nicolas Sarkozy          |
| Fillon II         | 19 giugno 2007   | Christine Albanel (1955)          | Unione per un Movimento Popolare                                                               | 23 giugno 2009                 |                  |                  | Nicolas Sarkozy          |
| Fillon II         |                  |                                   | Frédéric Mitterrand (1947-2024)                                                                | Divers gauche                  | 23 giugno 2009   | 13 novembre 2010 | Nicolas Sarkozy          |
| Fillon III        | 14 novembre 2010 | 10 maggio 2012                    | Frédéric Mitterrand (1947-2024)                                                                | Divers gauche                  |                  |                  | Nicolas Sarkozy          |
|                   |                  | Aurélie Filippetti (1973)         | Partito Socialista                                                                             | Ayrault I                      | 16 maggio 2012   | 18 giugno 2012   | François Hollande        |
| Ayrault II        | 21 giugno 2012   | Aurélie Filippetti (1973)         | Partito Socialista                                                                             | 31 marzo 2014                  |                  |                  | François Hollande        |
| Valls I           | 2 aprile 2014    | Aurélie Filippetti (1973)         | Partito Socialista                                                                             | 25 agosto 2014                 |                  |                  | François Hollande        |
|                   |                  | Fleur Pellerin (1973)             | Partito Socialista                                                                             | Valls II                       | 26 agosto 2014   | 11 febbraio 2016 | François Hollande        |
|                   |                  | Audrey Azoulay (1972)             | Divers gauche                                                                                  | Valls II                       | 11 febbraio 2016 | 6 dicembre 2016  | François Hollande        |
| Cazeneuve         | 6 dicembre 2016  | Audrey Azoulay (1972)             | Divers gauche                                                                                  | 10 maggio 2017                 |                  |                  | François Hollande        |
|                   |                  | Françoise Nyssen (1951)           | Divers gauche                                                                                  | Philippe I                     | 17 maggio 2017   | 19 giugno 2017   | Emmanuel Macron          |
| Philippe II       | 19 giugno 2017   | Françoise Nyssen (1951)           | Divers gauche                                                                                  | 16 ottobre 2018                |                  |                  | Emmanuel Macron          |
| Philippe II       |                  |                                   | Franck Riester (1974)                                                                          | Agir                           | 16 ottobre 2018  | 6 luglio 2020    | Emmanuel Macron          |
|                   |                  | Roselyne Bachelot (1946)          | Divers droite                                                                                  | Governo Castex                 | 6 luglio 2020    | 16 maggio 2022   | Emmanuel Macron          |
|                   |                  | Rima Abdul-Malak (1979)           | Divers gauche                                                                                  | Governo Borne                  | 20 maggio 2022   | 11 gennaio 2024  | Emmanuel Macron          |
|                   |                  | Rachida Dati (1965)               | I Repubblicani                                                                                 | Governo Attal; Governo Barnier | 11 gennaio 2024  | in carica        | Emmanuel Macron          |